# Funduloidea
De Funduloidea zijn een superfamilie van straalvinnige beenvissen binnen de onderorde Cyprinodontoidei, een van de twee onderorden die de orde Cyprinodontiformes vormen. Het is een van de vier superfamilies binnen de onderorde.

## Families
- Profundulidae Hoedeman & Bronner, 1951
- Goodeidae Jordan & Gilbert, 1883
- Fundulidae Günther, 1866